# Sunderland AFC Ladies
Sunderland AFC Ladies is de vrouwenvoetbaltak van het Engelse Sunderland AFC uit Sunderland. Ze komen uit in de Women's Super League.

## Geschiedenis
In 1989 werd de club als The Kestrels opgericht, en meteen won ze de lokale Yorkshire and Humberside League in 1990. De Kestrels verhuisden in het laatste decennium van de twintigste eeuw doorheen het Noordoosten van Engeland en werd achtereenvolgens Cowgate Kestrels, RTM Newcastle Kestrels en Blyth Spartans Kestrels. In 2000 volgde dan de opname in het professionele mannenteam Sunderland AFC en de hernoeming tot Sunderland Women's FC. Tegelijk promoveerde de club voor het eerst naar het (toen) hoogste niveau, de Women's Premier League.
De eerste jaren van de 21e eeuw verliepen niet voorspoedig voor de club: in 2002 degradeerden ze terug naar het tweede niveau (de Northern Division) en in 2004 kende Sunderland financiële problemen en werd de damesploeg weer zelfstandig. Desondanks kon de onafhankelijke damesploeg al in het eerste jaar van haar nieuwe bestaan alweer promoveren naar de Premier League. 
Gaandeweg braken meer talenten door bij de 'Lady Black Cats' en werd de club een steeds belangrijkere factor, vooral voor het Engelse nationale dameselftal, met speelsters als Jill Scott en Steph Houghton In de competitie verliep het echter nog minder vlot, met een degradatie in 2007 tot gevolg. Wel bereikte in 2009 de club als tweedeklasser de finale van de FA Women's Cup door in de halve finale Chelsea te verslaan, maar in de bekerfinale was zesvoudig kampioen Arsenal met 2-1 te sterk. Datzelfde seizoen verzekerde Sunderland zich ook weer van promotie naar de Premier League.
Hoewel Sunderland halverwege het seizoen het klassement aanvoerde, besliste de FA om wegens commerciële redenen de club geen licentie te geven voor de nieuw te vormen Super League en de voorkeur te geven aan het net opgerichte Manchester City. Daarop verlieten heel wat speelsters, waaronder internationals Lucy Bronze, Jordan Nobbs, Lucy Staniforth and Helen Alderson, de club.
Desondanks won Sunderland de eerstvolgende drie edities van de Premier League, en werd mede daardoor uitgekozen om mee het nieuwe tweede niveau, de WSL2, op te richten. Die verkiezing hield wel in dat ze weer volledig deel gingen uitmaken van Sunderland AFC. De Lady Black Cats wonnen in 2014 meteen de eerste jaargang van de nieuwe divisie en hun vierde titel op rij leverde dit keer wél promotie naar het hoogste niveau op. Sinds 2015 maakt Sunderland dan ook deel uit van de WSL1, ook al moest de club organisatorisch een stapje terugzetten: begin 2017 stelde de club een einde aan alle voltijdse contracten en zijn alle speelsters halftijds in dienst.

## Stadion
De damestak van Sunderland speelt in het Hetton Centre in Hetton-le-Hole, een plaatsje in het zuidwesten van Sunderland.

## Resultaten

### Erelijst
- FA WSL 2 (niveau 2): 1x (2014)
- Women's Premier League (toen niveau 2): 3x (2011, 2012, 2013)
- WPL Northern Division (toen niveau 2): 3x (2000, 2005, 2009)
- FA Women's Premier League Cup: 1x (2012)

### Seizoenen WSL
| Seizoen | Resultaat  |
| ------- | ---------- |
| 2014    | 1e in WSL2 |
| 2015    | 4e         |
| 2016    | 7e         |
| 2017    |            |